# Drayton Sawyer
Drayton Sawyer (conosciuto anche come il Cuoco, soprattutto nel primo film) è un personaggio immaginario creato dal regista Tobe Hooper protagonista della serie cinematografica horror Non aprite quella porta. Appare in quattro capitoli della serie, viene rappresentato come un uomo anziano mentalmente instabile ed è il fratello maggiore e anche padre del serial killer Faccia di Cuoio.

## Biografia
Drayton Sawyer è nato nel 1920, a Newt in Texas. Ebbe una relazione con la madre Velma, e da questo amore malato nacquero Jed, ovvero Faccia di Cuoio e i gemelli Nubbins e Robert Paul (chiamato "Chop Top"). La famiglia Sawyer ha sempre lavorato in un mattatoio fino circa alla fine degli anni '60, quando suo nonno venne licenziato a causa dell'introduzione della automazione. Drayton divenne proprietario di un autogrill fino all'estate del 1973, quando un gruppo formato da cinque ragazzi chiesero a lui alcune informazione su come arrivare alla casa del nonno di uno dei ragazzi. L'uomo li avvertì falsamente dicendogli di non andare in quel posto, ma i ragazzi disobbedirono. Alla fine quattro dei cinque ragazzi del gruppo vennero uccisi da Faccia di cuoio, fratello/figlio di Drayton, mentre Sally Hardesty, una ragazza componente del gruppo, riuscì a fuggire e raggiunse la stazione di benzina per chiedere aiuto. Drayton, però, stordì la ragazza con una scopa, la legò e la portò a casa sua, dove, insieme ai suoi fratelli/figli Faccia di cuoio e Nubbins e assieme al nonno, la legarono ad una sedia davanti ad un tavolo, dove la ragazza fu costretta a vedere la famiglia cenare. Drayton, poi, ordinò ai suoi fratelli e al nonno di uccidere Sally, ma la ragazza riuscì a fuggire dalla folle famiglia.
Nel doppiaggio originale italiano, Drayton, Faccia di cuoio e Nonno Sawyer finiscono alla sedia elettrica a sei mesi dall'arresto.
In Non aprite quella porta - Parte 2, ritroviamo Drayton come cuoco professionista, ed è per questo motivo che si è guadagnato una fama come vincitore di concorsi culinari; ma nessuno sa che in realtà cucina piatti a base di carne umana. In questa seconda pellicola Drayton, è rappresentato in modo più sadico e pazzoide. Al contrario del primo film, che lo si vedeva come l'unico sano di mente. Nel 1986, il tenente dei rangers Boude "Lefty" Enright, zio di Sally e Franklin, trova il nascondiglio della famiglia Sawyer, e ingaggia una battaglia contro Leatherface, una lotta a colpi di motosega. Drayton, allora tenta di eliminare l'uomo con una bomba a mano, ma la bomba esplode troppo presto, uccidendo lui, Faccia di cuoio, Lefty, e il nonno.
In Non aprite quella porta 3D, il personaggio ha un destino del tutto diverso: dopo la fuga di Sally Hardesty da casa Sawyer, egli giustifica gli omicidi commessi dal figlio Jed (Faccia di cuoio) allo sceriffo locale come atto di difesa personale, in quanto Sally e gli altri ragazzi erano entrati nella loro proprietà senza permesso. Alla fine però si rassegna e si decide di consegnare Jed alla giustizia; improvvisamente una folla inferocita giunge con l'intento di farsi giustizia da soli e bruciare la casa dei Sawyer. Drayton tenta di fermarli, ma viene ucciso con un colpo di fucile da uno degli avventori.
Nei primi due film il personaggio è sempre stato interpretato dall'attore Jim Siedow, in Non aprite quella porta 3D è interpretato dall'attore Bill Moseley, mentre in Leatherface è interpretato dall'attore Dimo Alexiev.

## Aspetto e caratteristiche
Nei due film Drayton viene sempre rappresentato come un uomo anziano, ma il suo carattere cambia notevolmente nel corso dei film: nel primo viene rappresentato con un carattere "più umano" rispetto a quello di Faccia di Cuoio e Nubbins, infatti prova disinteresse nell'uccidere la gente; mentre nel secondo film il personaggio diventa più sadico, più mentalmente instabile e più schizofrenico; mentre nel 3D lo ritroviamo più umano, ma sempre attaccato alla sua bizzarra famiglia. In Leatherface, Drayton, lo ritroviamo più sadico e più pazzo.

## Nei fumetti
Nella miniserie a fumetti Jason vs Leatherface, Drayton insedia Jason Voorhees, serial killer della serie cinematografica "Venerdì 13", come membro della famiglia Sawyer non ufficiale. Nella miniserie si scopre che in realtà Drayton è il padre di Leatherface e Nubbins che li ha generati da una relazione con sua sorella Velma.

## Curiosità
Bill Moseley, che interpreta Drayton nel film Non aprite quella porta 3D del 2013, aveva interpretato precedente un altro membro della famiglia Sawyer, Chop Top Sawyer, in Non aprite quella porta - Parte 2 del 1986.